# ペーター・テリン

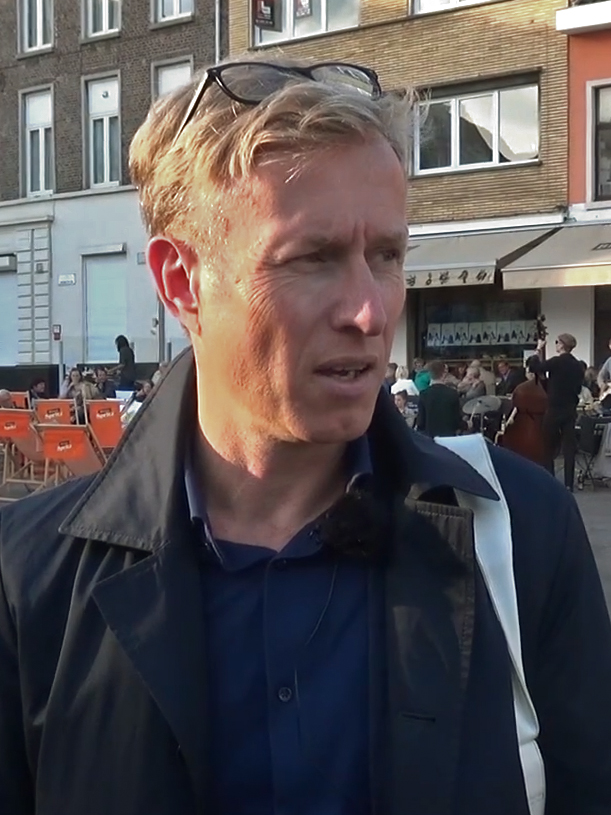
Peter Terrin, (2017)

ペーター・テリン（Peter Terrin、1968年10月3日 -  ) は、ベルギーの作家。

## 経歴
(https://www.shinchosha.co.jp/writer/6878/)
ベルギー、ウェスト＝フランデレン州のティールト生まれ。ゲント大学出身。
2001年、小説『Kras（かき傷）』でデビュー。2009年『警備員』が16ヵ国語に翻訳されEU文学賞を受賞。高い評価を得る。
『身内のよんどころない事情により』でオランダ語圏の重要な文学賞、AKO文学賞を受賞。

## 邦訳作品
- 『身内のよんどころない事情により』長山さき 訳、新潮社、新潮クレスト・ブックス、2021年7月

## 作品

### 長編小説
- Kras ("Scratch"), 2001[1]
- Blanco ("Blank"), 2003 (trans. into Swedish)[1]
- Vrouwen en kinderen eerst ("Women and Children First"), 2004[1]
- De bewaker ("The Guard"), 2009 (trans. into English, Italian, French, German, Slovenian, Hebrew, Hungarian, Romanian, Serbian, Czech, Bulgarian, Croatian, Catalan)[1]
- Post mortem, 2012
- Monte Carlo, 2014
- Yucca, 2016
- Patricia, 2018
- Al het blauw, 2021

### 短編小説
- De code ("The Code"), 1998[1]
- De bijeneters ("The Bee Eaters"), 2006[1]